# Brothers in Arms 3: Sons of War
Brothers in Arms 3: Sons of War est un jeu vidéo de tir à la troisième personne de 2014 qui se situe pendant la Seconde Guerre mondiale, développé par Gameloft et publié par Gameloft. Il est sorti le 17 décembre 2014 sur iOS, Android et Windows Phone.  

## Gameplay
Le gameplay de Brothers in Arms 3: Sons of War est similaire à celui de ses prédécesseurs, bien qu'il diffère radicalement de Brothers in Arms 2: Global Front. Le jeu se joue à la troisième personne, comme le premier volet, contrairement au jeu à la première personne de Brothers in Arms 2: Global Front. Les personnages des joueurs peuvent conduire des chars Sherman, lancer des grenades, recharger et tirer à l'aide de boutons virtuels sur l'écran tactile, et peuvent contrôler différents chars tels que le char américain M4 Sherman et le T-34 soviétique.  
Brothers in Arms 3: Sons of War introduit des escouades qui peuvent être améliorées ou modifiées. Elles partagent également des caractéristiques similaires à celles de Frontline Commando 2, un autre jeu de tir à la troisième personne développé par GLU. La personnalisation pour ce jeu a été étendue. Le joueur peut personnaliser et améliorer son arme pour compléter son style de jeu. Des armes supplémentaires telles que des fusils d'assaut, des fusils de sniper, des fusils à pompe, des lance-roquettes, des pistolets et des couteaux peuvent être achetées dans la boutique. Le personnage du joueur peut se déplacer librement dans le niveau grâce à un système de couverture. Les graphismes sont améliorés par rapport aux précédents opus de la série.
Le jeu propose également des missions annexes au cours desquelles le joueur peut débloquer davantage d'armes. Certains soldats ennemis utilisant une arme anti-aérienne peuvent être trouvés pendant les missions secondaires.

### Brothers
Les Brothers sont des soldats qui combattent aux côtés du joueur. Leurs compétences peuvent être améliorées à l'aide de dogtags ou de médailles. Ils peuvent être acquis en progressant dans les missions de la campagne (l'histoire en tant que sergent Wright). Certains Brothers peuvent être acquis en gagnant des événements VIP.
Les différents Brothers ont des capacités différentes. Par exemple, James Gann est un sniper et peut tirer sur une cible particulière demandée par le joueur, ou Barnaby Adams qui peut déclencher une attaque aérienne sur demande. Certains Brothers ont également des consommables comme Cain Lawrence qui a des cocktails Molotov ou Larry Jackson qui a un bazooka.
Ces capacités ne peuvent être utilisées qu'après une période de refroidissement de la précédente utilisation. 

## Accueil critique
Le jeu a obtenu un score de 60 % sur Metacritic. TouchArcade lui a attribué une note de 3,5 sur 5, en déclarant que « le simple fait que même cette critique doive passer autant de temps à expliquer les systèmes signifie pour moi que le jeu se concentre moins sur le gameplay et plus sur sa rentabilité, ce qui est une honte ». Pocket Gamer lui a attribué une note de 5 sur 10, en déclarant : « Mais avec toutes ces demandes constantes, insistantes et épuisantes pour que je donne mon argent, je trouve tout ce truc à peu près aussi divertissant qu'un mois passé dans le château de Colditz ».  